# لا گرانادا
لا گرانادا (به اسپانیایی: La Granada) یک منطقهٔ مسکونی در اسپانیا است که در آلت پندس واقع شده‌است. لا گرانادا ۶٫۵ کیلومتر مربع مساحت دارد.